# Valeri Tishkov
Valeri Tishkov –en ruso, Валерий Тишков– es un jinete soviético que compitió en la modalidad de doma. Ganó una medalla de plata en el Campeonato Mundial de Doma de 1990, en la prueba por equipos.

## Palmarés internacional
| Campeonato Mundial | Campeonato Mundial | Campeonato Mundial | Campeonato Mundial |
| Año                | Lugar              | Medalla            | Categoría          |
| ------------------ | ------------------ | ------------------ | ------------------ |
| 1990               | Estocolmo (Suecia) | Medalla de plata   | Por equipos        |